# Korona Kielce
Korona Kielce este un club de fotbal din Kielce, Polonia.Echipa susține meciurile de acasă pe Stadion Miejski (Kielce) cu o capacitate de 15.550 de locuri.

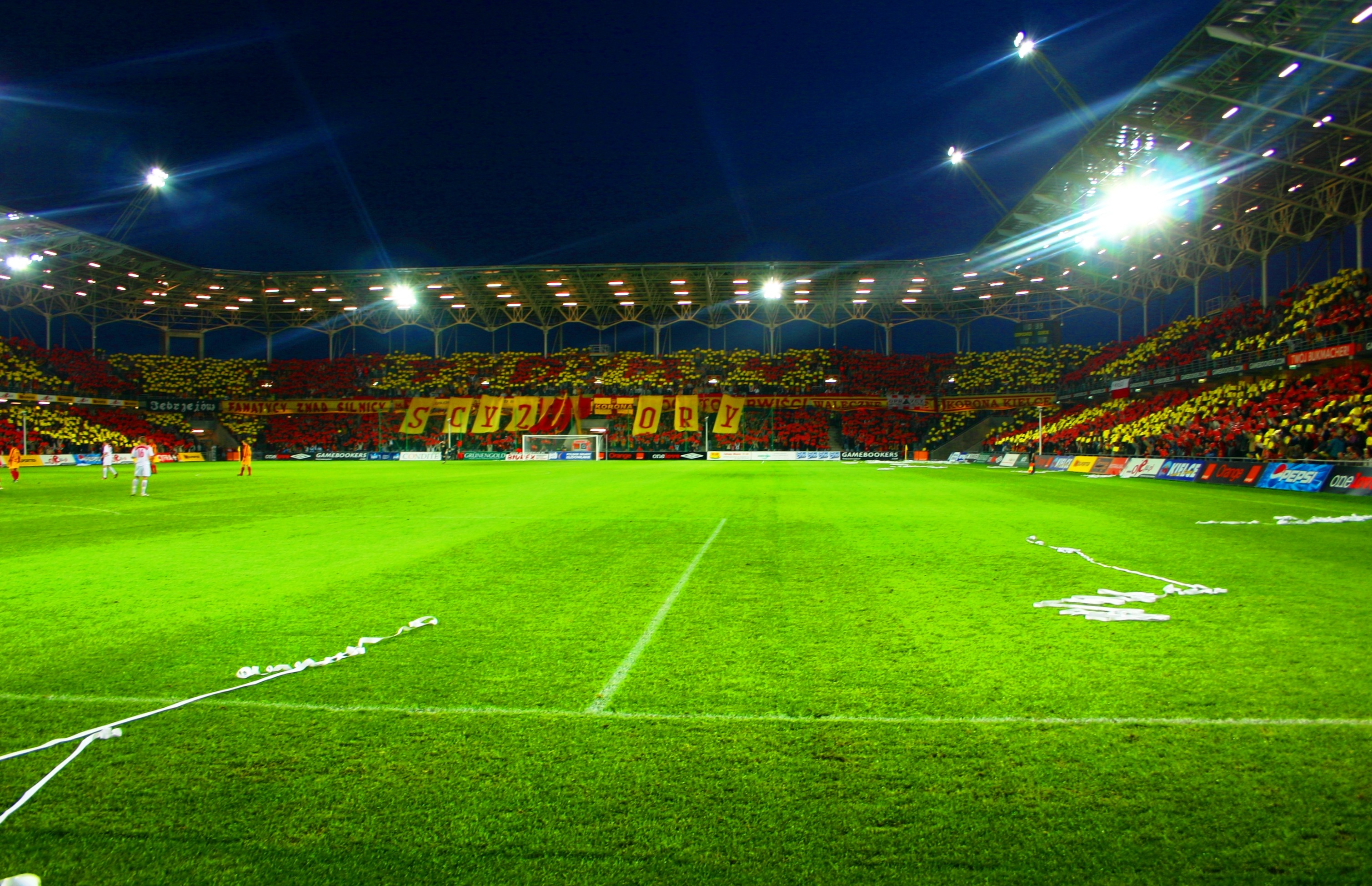
Stadion Miejski (Kielce)

## Lotul actual
La  2 September, 2013..
| Nr. |                       | Poziție | Jucător                |
| --- | --------------------- | ------- | ---------------------- |
| 1   | Polonia               | P       | Zbigniew Małkowski     |
| 2   | Polonia               | F       | Kamil Sylwestrzak      |
| 3   | Polonia               | F       | Kamil Kuzera (Captain) |
| 4   | Polonia               | F       | Piotr Malarczyk        |
| 5   | Ucraina               | M       | Serhiy Pilipchuk       |
| 7   | Polonia               | F       | Tomasz Lisowski        |
| 8   | Bosnia și Herțegovina | M       | Vlastimir Jovanović    |
| 9   | Polonia               | F       | Paweł Kal              |
| 10  | Polonia               | M       | Michał Janota          |
| 11  | Polonia               | A       | Daniel Gołębiewski     |
| 13  | Polonia               | F       | Krzysztof Kiercz       |
| 15  | Polonia               | M       | Łukasz Sierpina        |
| 16  | Polonia               | M       | Artur Lenartowski      |
| 17  | Slovacia              | F       | Pavol Staňo            |
| 18  | Polonia               | M       | Marcin Cebula          |

| Nr. |         | Poziție | Jucător            |
| --- | ------- | ------- | ------------------ |
| 19  | Polonia | A       | Przemysław Trytko  |
| 20  | Polonia | A       | Maciej Korzym      |
| 21  | Polonia | M       | Marcin Trojanowski |
| 23  | Serbia  | M       | Vanja Marković     |
| 24  | Ucraina | P       | Ołeksij Shlyakotin |
| 27  | Polonia | M       | Jacek Kiełb        |
| 29  | Polonia | M       | Paweł Sobolewski   |
| 32  | Cehia   | F       | Radek Dejmek       |
| 33  | Serbia  | A       | Ivan Marković      |
| 34  | Polonia | F       | Adrian Bednarski   |
| 39  | Polonia | M       | Bartosz Kwiecień   |
| 44  | Polonia | F       | Paweł Golański     |
| 58  | Polonia | A       | Karol Angielski    |
| 90  | Polonia | P       | Wojciech Małecki   |
| 99  | Polonia | M       | Mateusz Stąporski  |

## Jucători notabili
| - Andrius Skerla - Paweł Golański - Arkadiusz Kaliszan - Olivier Kapo - Jacek Kiełb - Wojciech Kowalewski - Marcin Kuś - Andrzej Niedzielan - Grzegorz Piechna - Piotr Świerczewski - Łukasz Załuska |

## Antrenori
| - Zbigniew Pawlak (1973) - Bogumił Gozdur (1973–77) - Zbigniew Lepczyk (1978) - Marian Szczechowicz (1979) - Wojciech Niedźwiedzki (1979–80) - Antoni Hermanowicz (1980–83) - Józef Golla (1983–84) - Czesław Palik (1984–85) - Czesław Fudalej (1985) - Witold Sokołowski (1986) - Antoni Hermanowicz (1986) - Bogumił Gozdur (1986) - Antoni Hermanowicz (1987–88) - Czesław Palik (1988–92) - Volodymyr Bulgakov (1992) - Marian Puchalski (1993) - Antoni Hermanowicz (1993) - Marek Parzyszek (1994) - Czesław Palik (1994–96) - Włodzimierz Gąsior (July 1996–June 99) | - Stanisław Gielarek (1999) - Antoni Hermanowicz (2000) - Jacek Zieliński I (2000) - Czesław Palik (2001) - Robert Orlowski (2001–02) - Tomasz Muchiński (2002) - Dariusz Wdowczyk (2002–2004) - Ryszard Wieczorek (2004–2007) - Arkadiusz Kaliszan (2007) - Jacek Zieliński II (2007–2008) - Włodzimierz Gąsior (2008–2009) - Marek Motyka (2009) - Marcin Gawron (2009) - Marcin Sasal (2009–2011) - Włodzimierz Gąsior (interim) (2011) - Leszek Ojrzyński (2011–2013) - José Rojo Martín (August 2013–Iunie 2014) - Ryszard Tarasiewicz (Iunie 2014-Iunie 2015) |

## Stadion

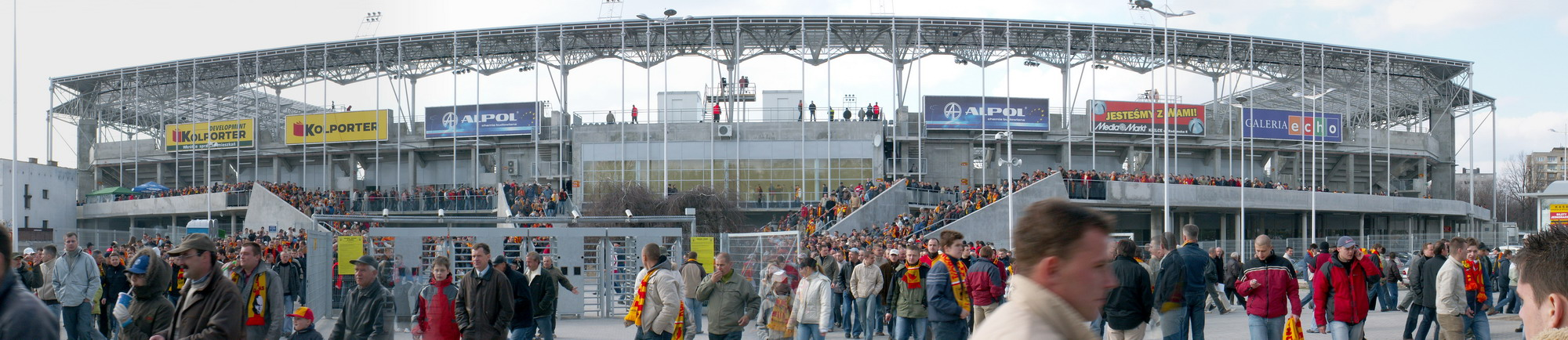
Stadion Miejski (Kielce)